# تسكع شواطئ

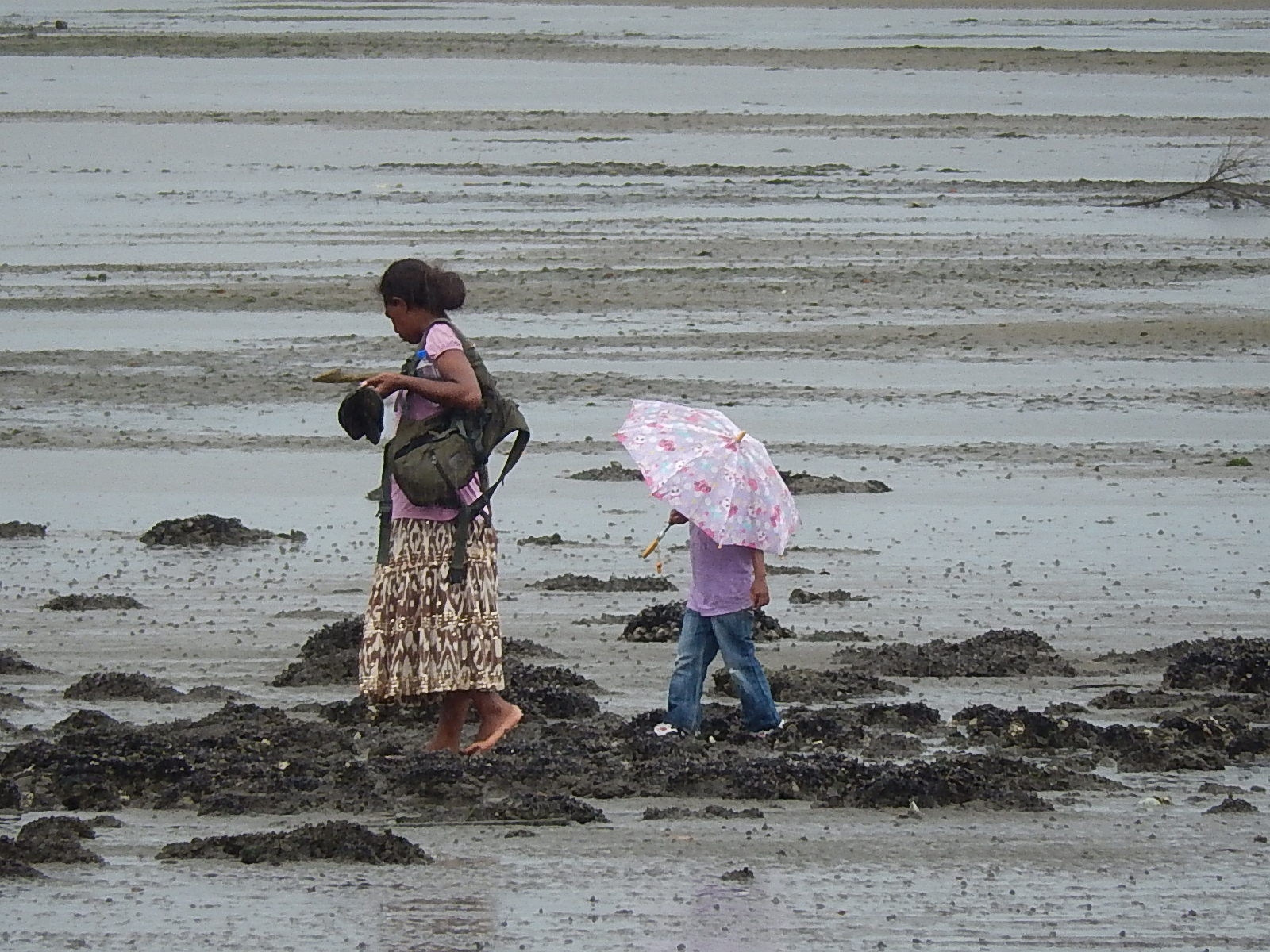
الشواطئ في سوفة في فيجي

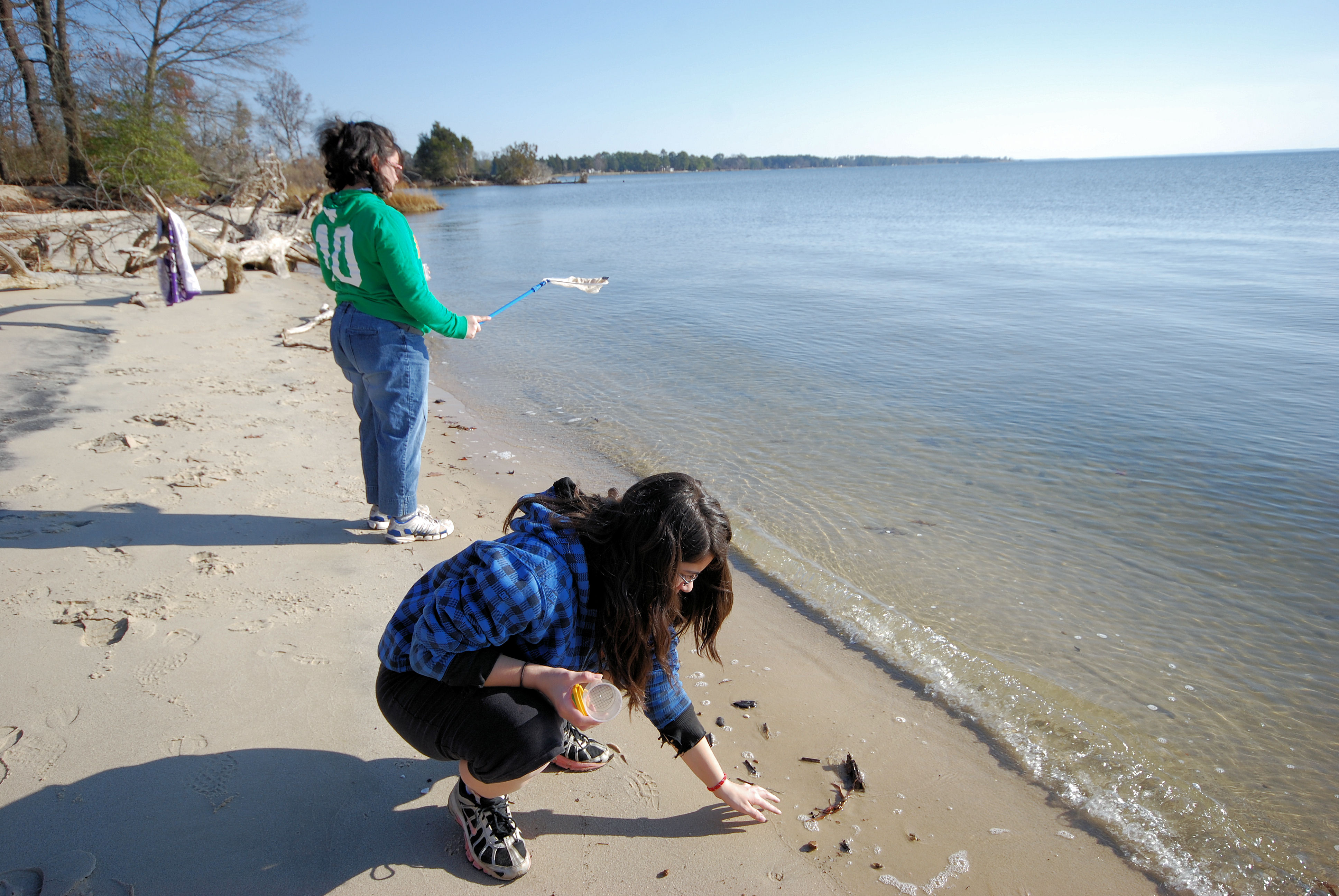
تسكع شاطئ في فِرجِنية

تسكع الشواطئ نشاطٌ يتكون من "تمشيط" (أو بحث) فردي للشاطئ ومنطقة المد والجزر بحثًا عن أشياء ذات قيمة أو فائدة أو منفعة. يُسمى من يفعل ذاك متسكع الشواطئ.